# Joe Satriani
Joe Satriani, surnommé « Satch », est un guitariste et guitar hero américain né le 15 juillet 1956 à Westbury dans l'État de New York.
Il a été professeur de guitare à Berkeley, et compte parmi ses anciens élèves plusieurs guitaristes célèbres comme Steve Vai, Kirk Hammett, Alex Skolnick ou Larry Lalonde. Considéré comme l'un des guitaristes les plus doués de sa génération, il a enregistré dix-huit albums studio presque uniquement instrumentaux dont les plus connus sont Surfing with the Alien (1987), Flying in a Blue Dream (1989) et The Extremist (1992). Il a également été le guitariste soliste de Mick Jagger et du groupe Deep Purple à l'occasion de sa tournée 1993-1994, et a créé les supergroupes G3 et Chickenfoot.

## Biographie

### Jeunesse
Joseph Satriani est le plus jeune enfant d'une fratrie de sept : il grandit à Long Island s'intéressant à la musique qu'écoutent ses parents (classique, jazz) et ses frères et sœurs (rock'n'roll, blues, Motown, funk), et prenant des cours de batterie dès l'âge de huit ans. Il commence aussi à jouer sur la guitare de sa sœur aînée, qui tentait de jouer du folk rock sans être très assidue, mais ne se penche sérieusement sur cet instrument qu'à l'âge de quatorze ans quand il apprend la mort de Jimi Hendrix, le 18 septembre 1970, décès qui le marque fortement.
Les progrès de Satriani sont rapides et il commence lui-même à donner des cours en 1971, Steve Vai étant l'un de ses premiers élèves. Il étudie la théorie musicale, prend des cours de piano et d'harmonie avec Lennie Tristano en 1974, et voyage ensuite à travers le monde, notamment au Japon, pour parfaire sa technique.

### Débuts comme professionnel
En 1978, il s'installe à Berkeley et commence à y enseigner la guitare, profession qu'il va exercer pendant dix ans. Parmi ses élèves figurent plusieurs guitaristes qui deviendront plus tard célèbres, notamment Kirk Hammett (Metallica), Larry LaLonde (Primus), David Bryson (Counting Crows), Alex Skolnick (Testament) ou encore Charlie Hunter. En 1979, il crée le groupe The Squares avec le batteur Jeff Campitelli et le bassiste Andy Milton. Il réalise en 1984 un EP homonyme et expérimental où toutes les parties sont enregistrées à la guitare. Ces morceaux seront réédités dans le double album Time Machine. En 1985, il enregistre à ses frais son premier album solo, Not of this Earth, mais va mettre plus d'un an à convaincre un label de le publier.
En difficulté financièrement, il rejoint alors The Greg Kihn Band, groupe en perte de vitesse qui a connu son heure de gloire au début des années 1980, pour une tournée en septembre 1986. Cela lui permet de sortir de cette mauvaise passe et Not on this Earth sort peu après chez Relativity Records. Le titre Rubina est dédié à sa femme. L'album passe inaperçu mais Steve Vai, devenu célèbre en étant le guitariste solo de David Lee Roth, parle de son professeur en termes élogieux dans la presse musicale, ce qui attire l'attention sur Satriani.

### Célébrité
Mi-1987, Satriani présente une maquette de cinq titres au responsable de Relativity Records. Le morceau Crushing Day impressionne ce dernier, qui donne carte blanche à Satriani pour enregistrer un deuxième album. Surfing with the Alien sort en décembre 1987 et l'album intègre le Top 30 du classement Billboard 200, à la 29e place, fait exceptionnel pour un album instrumental, Satriani étant ainsi élevé au rang des meilleurs guitaristes de rock actuels. Surfing with the Alien deviendra par la suite disque de platine aux États-Unis.
Désormais reconnu mondialement, Satriani est choisi en 1988 par Mick Jagger pour lui servir de guitariste solo lors de concerts en Australie et au Japon à l'occasion de la première tournée mondiale de Jagger en solo. La même année, Satriani sort un maxi quatre titres, Dreaming #11, qui contient le single The Crush of Love et deviendra disque d'or aux États-Unis. Toujours en 1988, il produit le maxi The Eyes of Horror du groupe de death metal Possessed et collabore à l'album Imaginos de Blue Öyster Cult en assurant la guitare solo sur le 5e titre. En 1989 vient Flying In A Blue Dream, 3e album solo de Satriani qui contient le hit One Big Rush, où le guitariste s’essaye au chant pour la première fois sur six titres de l'album. Celui-ci se classe à la 23e place du Billboard 200 et est lui aussi certifié disque d'or aux États-Unis.

### Années 1990

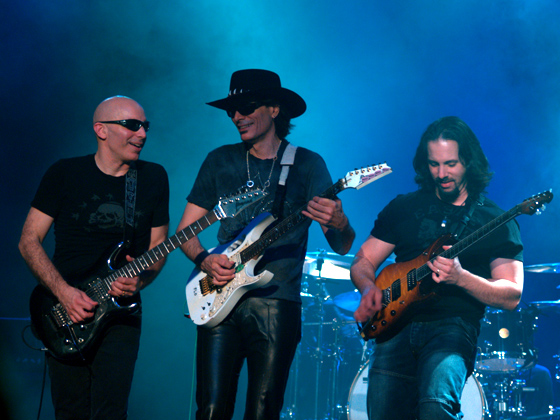
Joe Satriani avec Steve Vai et John Petrucci lors d'un concert du G3.

Satriani crée en 1990 sa propre ligne de guitare, la JS, chez Ibanez. En 1991, il collabore à certains titres de l'album Hey Stoopid d'Alice Cooper. Son 4e album, The Extremist, sort en 1992 après deux années passées à le composer et à l'enregistrer. L'album, à forte connotation hard rock, contient les hits Summer Song et Friends ainsi qu'une deuxième chanson dédiée à sa femme, intitulée Rubina's Blue Sky Hapiness. Il se classe à la 22e place du Billboard 200 et est encore une fois certifié disque d'or aux États-Unis mais aussi en France.
En 1993 sort le double album Time Machine, le premier CD étant composé de morceaux rares et d'inédits tandis que le second est un recueil de live. L'album devient à son tour disque d'or aux États-Unis.
En décembre 1993, Satriani rejoint Deep Purple pour remplacer Ritchie Blackmore, qui vient de quitter le groupe avec fracas, le temps d'une tournée au Japon. La tournée, qui rebooste le groupe, est un grand succès. Satriani renouvelle l'expérience pour une tournée européenne de mai à juillet 1994. Les autres membres de Deep Purple lui proposent alors de devenir membre permanent du groupe, mais ses engagements l'en empêchent : il doit livrer des albums solo à son label et, d'autre part, il estime qu'en tant qu'américain il se sentirait déplacé d'intégrer ce groupe britannique. 1995 est l'année de la sortie de l'album Joe Satriani, album de blues majoritairement assez calme, se distinguant par de nouvelles sonorités country ou folk (on peut citer respectivement Look My Way et Slow Down Blues) et surtout par le désormais classique Cool#9. Le batteur français Manu Katché collabore à cet album, qui se classe 51e au Billboard 200.
En 1996, il crée le concept du G3, nom trouvé par son agent, c’est-à-dire une tournée mondiale avec deux autres guitaristes réputés. Il est accompagné par Eric Johnson et Steve Vai pour la première édition du G3 qui compte 24 dates jouées devant 90 000 spectateurs en Amérique du Nord. Cette formule est plusieurs fois reconduite par la suite, avec Satriani comme seul membre permanent et des guitaristes aux styles très variés, comme Kenny Wayne Shepherd, Michael Schenker, Uli Jon Roth, Robert Fripp, Yngwie Malmsteen, John Petrucci auxquels se joignent à l'occasion certains invités tels que Brian May, Billy Gibbons, Neal Schon, Steve Morse, ou le Français Patrick Rondat. À la suite du succès de la formule, trois tournées du G3 font l'objet d'enregistrements live en CD et DVD. L'album suivant, Crystal Planet (1998), atteint la 50e place du Billboard 200. À la fin de ce disque, sur lequel il revient à un son proche de celui de ses premiers albums, figure une chanson dédiée cette fois à son fils, Z.Z.'s Song.

### Années 2000

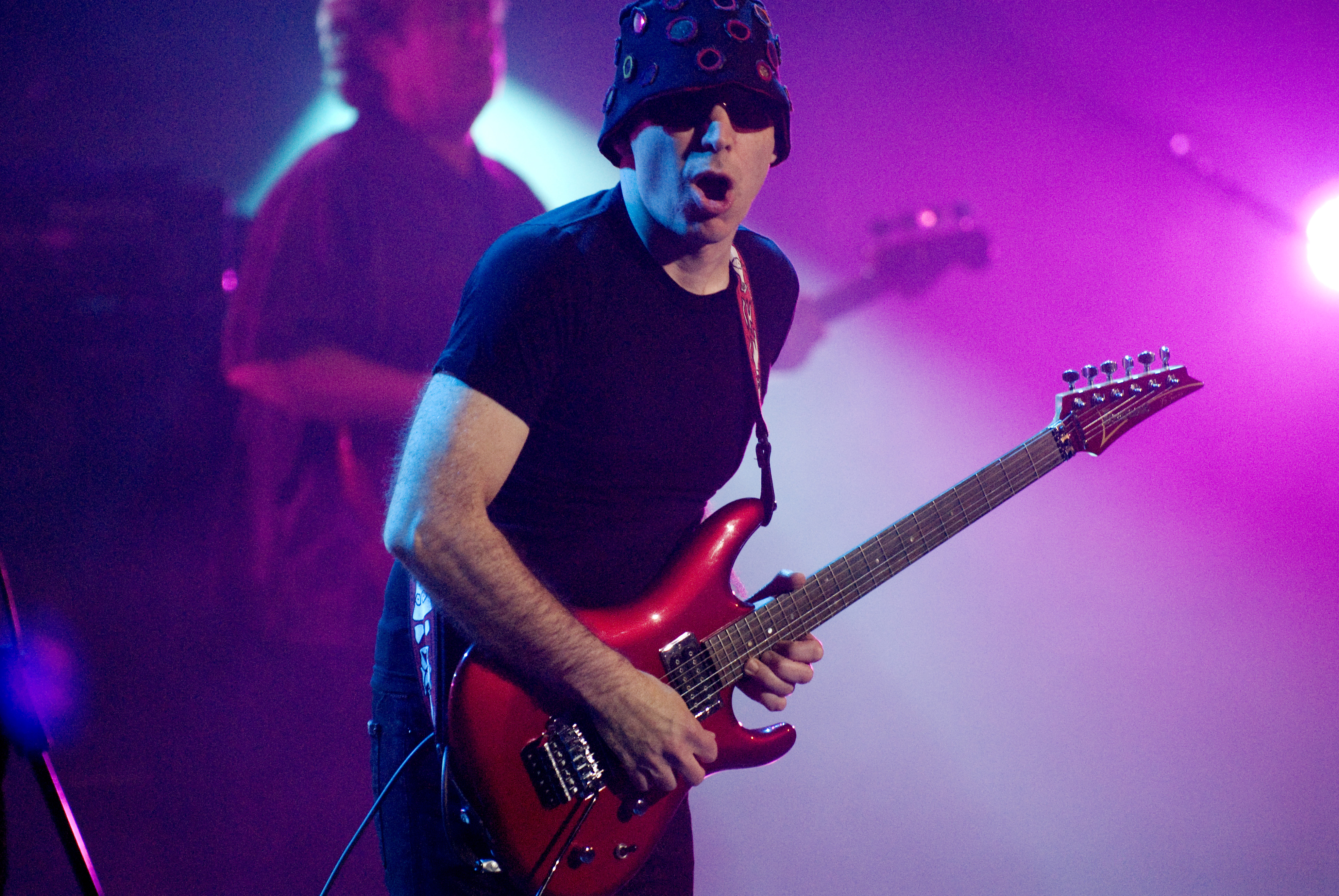
Joe Satriani en 2008.

Puis vient Engines of Creation, qui sort en 2000. Satriani relève un nouveau défi avec cet album dans lequel il s’aventure sur le territoire de la musique électronique. Cet album est entre autres réalisé par Éric Caudieux, un Français, qui s'occupe des parties synthétiques. L'album ne se classe qu'à la 90e place du Billboard 200 mais la tournée qui suit sa parution est un franc succès. Le double album Live in San Francisco, qui sort en 2001, est enregistré lors de cette tournée et deviendra double disque de platine (plus de 2 millions d'exemplaires vendus) aux États-Unis. L'album suivant est Strange Beautiful Music, sorti en 2002, un retour aux sources avec lequel le guitariste retrouve un puissant son rock, notamment sur Seven Strings et Mind Storm, avec aussi des compositions très variées comme Belly Dancer ou Sleep Walk.
En 2003, il collabore à l'album Birdland de The Yardbirds en assurant la guitare solo sur le titre Train Kept A-Rollin'. Vient ensuite un nouvel album solo, Is There Love in Space? (2004), avec un style heavy metal. En 2005, il compose une grande partie de la musique du jeu vidéo NASCAR 06: Total Team Control. L'album Super Colossal, disponible depuis mars 2006, comporte une chanson conçue pour le live, Crowd Chant, qui simule la foule en duo avec Satch.
L'album Professor Satchafunkilus and the Musterion of Rock paraît le 1er avril 2008. Le titre bonus Ghosts ne figure pas sur le CD mais est uniquement disponible sur iTunes. Il est disponible en version live sur l'album Live In Paris: I Just Wanna Rock, sorti en 2010. Fin 2008, Joe Satriani accuse Coldplay d'avoir plagié un de ses titres, If I Could Fly, publié en 2004, dans la chanson Viva la Vida. Le guitariste américain lance une procédure judiciaire au civil à Los Angeles contre Coldplay. En septembre 2009, les deux parties conviennent d'un accord amiable en dehors des tribunaux.
En 2009, il fonde avec Michael Anthony, Sammy Hagar, tous deux anciens membres de Van Halen, et Chad Smith, batteur des Red Hot Chili Peppers, le supergroupe Chickenfoot. Leur premier album, au titre homonyme, sort le 5 juin 2009. Le succès est au rendez-vous avec un disque d'or obtenu aux États-Unis mais, après la tournée, le guitariste retourne en studio pour un nouvel album en solo.

### Années 2010
L'album Black Swans and Wormhole Wizards sort le 5 octobre 2010 et Satriani retrouve, pour la première fois depuis Crystal Planet, le Top 50 du Billboard 200 avec une 45e place. Toujours en 2010, il se joint au mouvement lancé par Zack de la Rocha en protestation à la loi contre l'immigration Arizona SB 1070, refusant dès lors de se produire en concert en Arizona.
Le deuxième album de Chickenfoot, qui s'intitule Chickenfoot III, sort le 27 septembre 2011. En 2012, Satch sort Satchurated: Live in Montreal, un album enregistré à Montréal le 12 décembre 2010 lors de la tournée The Wormhole Tour. Durant l'année 2012, il tourne dans le cadre du G3 avec Steve Vai et Steve Morse en Europe et avec Steve Vai et Steve Lukather en Australie et en Nouvelle-Zélande.
Le 14e album studio en solo de Satriani, Unstoppable Momentum, sort le 7 mai 2013. L'album obtient de bonnes critiques et se hisse à la 42e place du Billboard 200. En 2014, pour fêter les 30 ans de carrière solo du guitar hero, paraît un box set de quinze CD, The Complete Studio Recordings qui comprend ses quatorze albums studio remastérisés ainsi qu'un CD de bonus. Une autobiographie, Strange Beautiful Music: A Musical Memoir, sort au même moment et Satriani entreprend une tournée à travers l'Europe, l'Amérique du Sud et l'Australie.
Satriani enregistre son 15e album solo en janvier 2015 au Skywalker Sound. L'album, basé sur le concept d'un alter ego du musicien nommé Shockwave Supernova, sort le 24 juillet 2015. Il enregistre son album suivant, What Happens Next, accompagné de Glenn Hughes à la basse et Chad Smith à la batterie. La sortie de l'album est fixée au 12 janvier 2018.
En juillet 2019, Joe Satriani publie sur son propre label, Strange Beautiful Music, Best of the Early '80s Demos, une compilation de démos inédites du groupe The Squares formé à Berkeley à la fin des années 1970 par le guitariste avec Andy Milton à la basse et au chant et Jeff Campitelli à la batterie.

### Années 2020
Fin 2023, la presse annonce que Joe Satriani partira en tournée durant l’été 2024 pour jouer le répertoire de Van Halen, avec Sammy Hagar (deuxième chanteur du groupe), Michael Anthony (bassiste de la formation d’origine) et Jason Bonham (batterie). Les commentateurs estiment que Satriani est l'un des rares guitaristes à pouvoir reproduire le jeu d'Eddie Van Halen, même Satriani souligne la difficulté de l'exercice. Satriani avait déjà été sollicité fin 2022 par David Lee Roth (premier chanteur de Van Halen) et Alex Van Halen (batteur du groupe) dans la même perspective.

## Style et influence

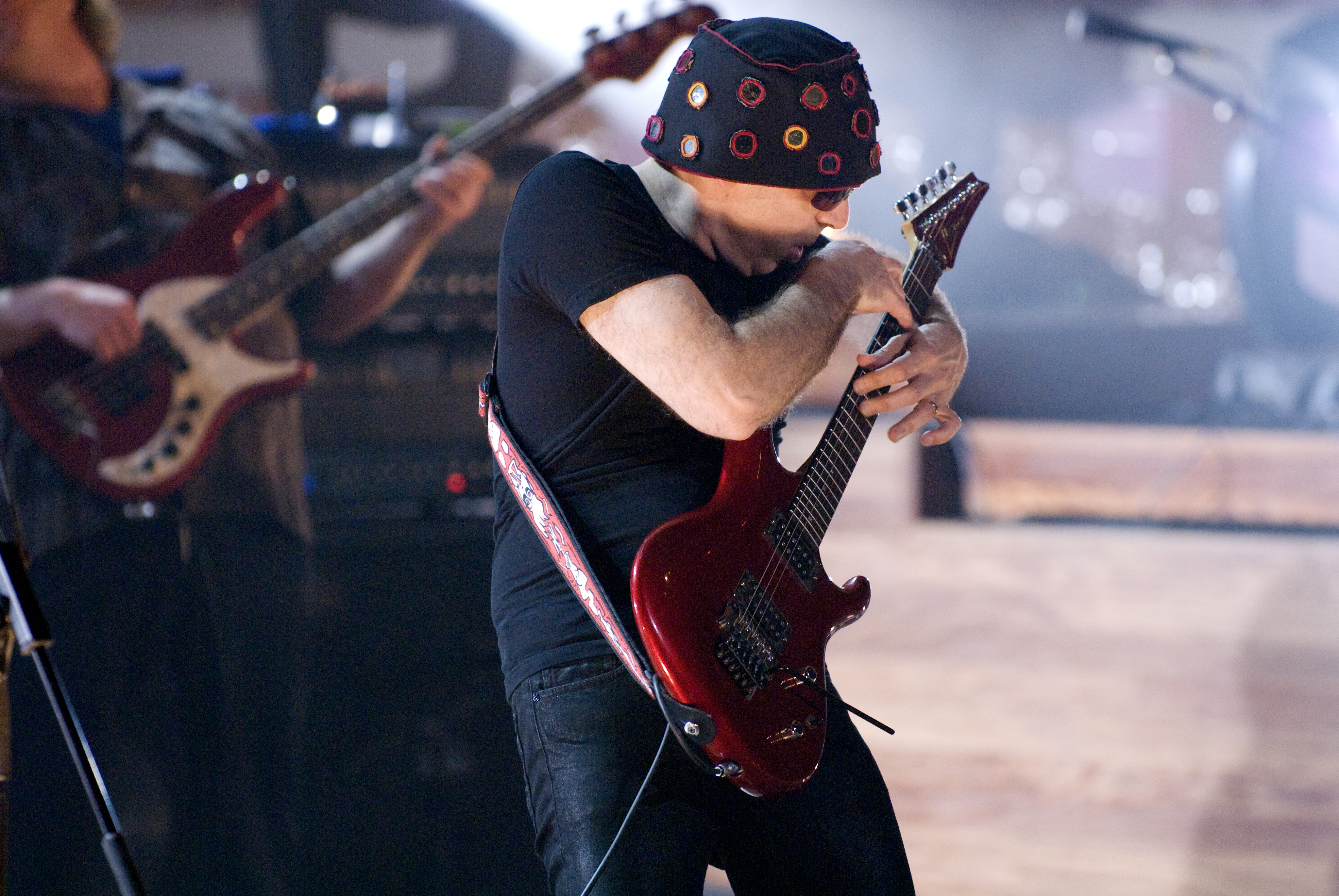
Joe Satriani jouant du tapping.

Joe Satriani est généralement considéré comme l'un des guitaristes les plus respectés et les plus techniquement accomplis de sa génération. Il est décrit dans le Dictionnaire du rock comme « l'un des techniciens les plus novateurs de la guitare électrique » « particulièrement apprécié des guitaristes professionnels ou qui aspirent à le devenir » mais que sa musique, bien que « remarquablement exécutée et sincère », « n'est pourtant pas sans facilité, lisse jusqu'à être impersonnelle ». Dans le livre 1000 Great Guitarists, il est décrit comme ayant une « technique hors pair » et une « aptitude à parcourir l'éventail du rock dans toutes ses nuances, souvent avec des résultats spectaculaires ». Malgré un « besoin non déguisé d'illustrer ses prouesses techniques au détriment de la qualité de son répertoire ou de l'engagement émotionnel », il est « l'un des guitaristes rock les plus accomplis de sa génération », l'album Surfing with the Alien demeurant « son tour de force ».
Satriani maîtrise toutes les techniques de jeu pour guitare, du legato au tapping en passant par le sweeping, les harmoniques et l'utilisation du vibrato. Il fait souvent référence à la science-fiction dans les titres de ses morceaux. Ainsi, Surfing with the Alien, Back to Shalla-Bal et The Power Cosmic 2000 se réfèrent au Surfer d'argent, Ice 9 au roman Le Berceau du chat de Kurt Vonnegut, Borg Sex à Star Trek
En 2002, il arrive en 6e position du classement des 100 plus grands guitaristes de tous les temps établi par le magazine Total Guitar. En 2012, il est classé par le magazine Guitar World à la 5e place de la liste des 100 plus grands guitaristes de tous les temps.

## Distinctions
Joe Satriani a été nommé quinze fois lors des Grammy Awards mais n'a jamais gagné une seule récompense : une fois pour la meilleure interprétation instrumentale pop pour Always with Me, Always with You (1989) et quatorze fois pour la meilleure interprétation instrumentale rock pour Surfing with the Alien (1989), The Crush of Love (1990), Flying in a Blue Dream (1991), The Extremist (1993), Speed of Light (1994), All Alone (1995), (You're) My World (1997), Summer Song live (1998), A Train of Angels (1999), Until We Say Goodbye (2001), Always with Me, Always with You live (2002), Starry Night (2003), Super Colossal (2006) et Always with Me, Always with You live (2008),.

## Matériel

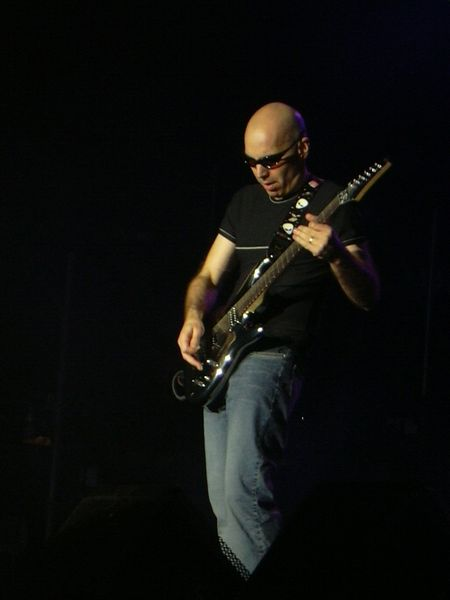
Joe Satriani avec son modèle JS chromé d'Ibanez en concert au Chili le 31 mars 2003.

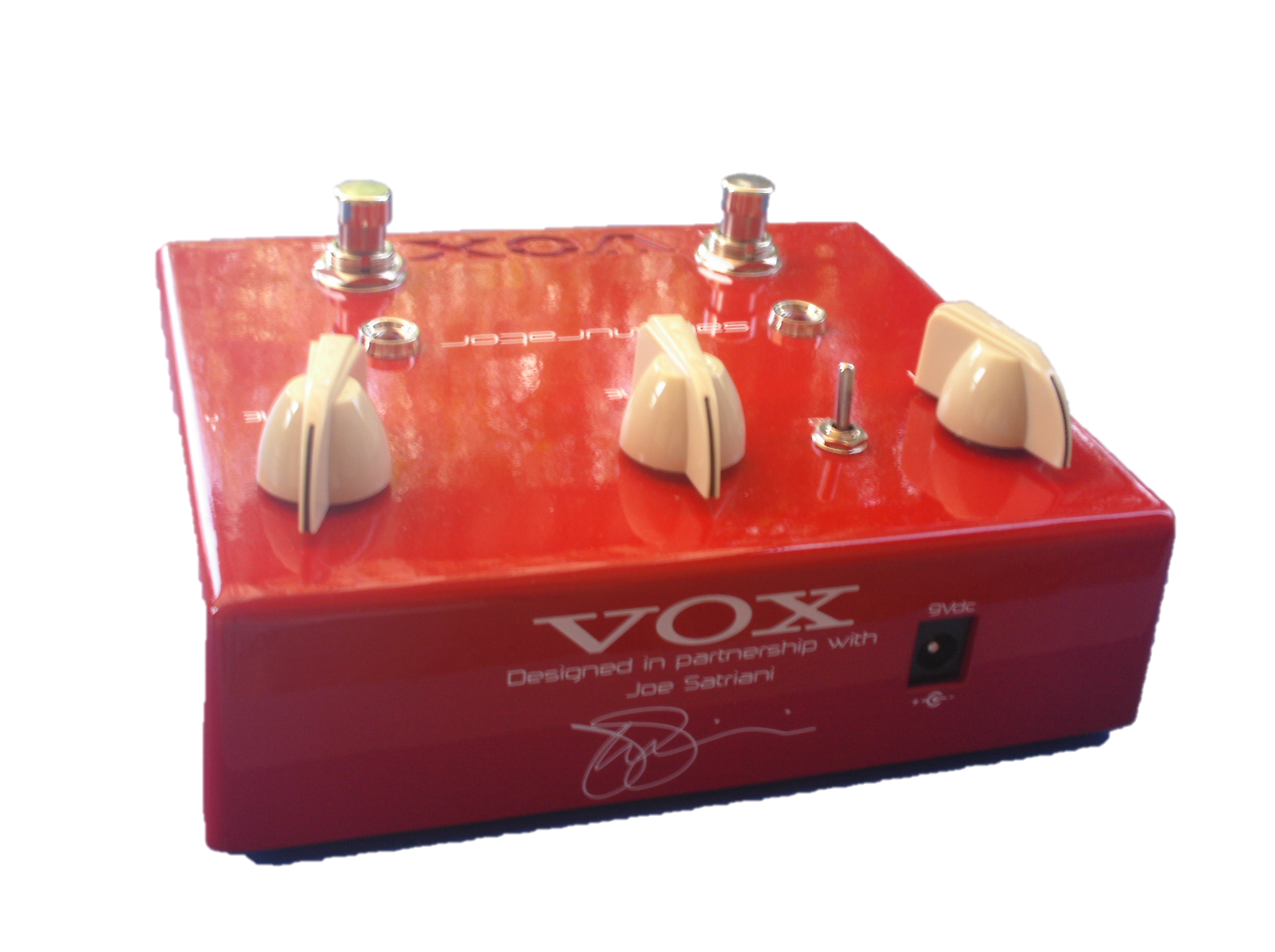
La pédale de distorsion Satchurator signature Joe Satriani, de Vox.

Joe Satriani utilise uniquement des guitares Ibanez. Il possède un certain nombre de matériels signature :
- Ibanez JS Series ;
- une pédale d'effet distorsion Vox - Satchurator ;
- une pédale d'effet Wah-wah Vox - Big Bad Wah ;
- une pédale d'effet Delay Vox - Time Machine ;
- une pédale d'effet overdrive Vox - Ice 9 ;
- une série d'amplificateurs Peavey - Série JSX ;
- une série d'amplificateurs Marshall - Série JVM modèle Joe Satriani ;
- des sangles nylon et cuir Planet Waves qu'il a dessinées lui-même ;
- des micros DiMarzio - Mo Joe et Paf Joe.

Après sa première tournée avec Chickenfoot, il joue sur son ampli signature Marshall et arrête d'utiliser les pédales d'overdrive Ice 9 et Satchurator.
Cependant, il utilise régulièrement du matériel qui ne porte pas son nom, tel que :
- des cordes D'Addario - XL-EXL 120 Super Light ;
- des pédales d'effet Wah Wah Dunlop - 535 Q Multi Wah, GCB 95 ;
- des pédales d'effet Fulltone - Deja Vibe, Ultimate Octave ;
- des pédales d'effet Boss - Shifter PS-5, CH-1, Distorsion DS-1, Flanger BF-3, Delay DD-2, DD-3, DD-6, DM-2 ;
- des pédales d'effet DigiTech - Digidelay, Whammy ;
- des médiators Planet Waves.

## Discographie

### Albums studio
- Not of This Earth (1986)
- Surfing with the Alien (1987, réédité en 2007 pour son 20e anniversaire)
- Flying in a Blue Dream (1989)
- The Extremist (1992)
- Time Machine (1993)
- Joe Satriani (1995)
- Crystal Planet (1998)
- Engines of Creation (2000)
- Strange Beautiful Music (2002)
- Is There Love in Space? (2004)
- Super Colossal (2006)
- Professor Satchafunkilus and the Musterion of Rock (2008)
- Black Swans and Wormhole Wizards (2010)
- Unstoppable Momentum (2013)
- Shockwave Supernova (2015)
- What Happens Next (2018)
- Shapeshifting (2020)
- The Elephants of Mars (2022)

### Maxis
- Joe Satriani (1984)
- Dreaming #11 (1988)
- Additional Creations (2000)

### Albums en concert
- Live in San Francisco (2001)
- Satriani Live! (2006)
- Live In Paris: I Just Wanna Rock (2010)
- Satchurated: Live in Montreal (2012)
- G3: Reunion Live (2025) (Avec Eric Johnson et Steve Vai)

### Compilations
- The Beautiful Guitar (1993)
- The Electric Joe Satriani - An Anthology (2003)
- One Big Rush - The Genius of Joe Satriani (2005)
- The Essential Joe Satriani (2010)

### Collaborations
- Aquamarine (1987) de Danny Gottlieb sur le titre Monterey
- Imaginos (1988) de Blue Öyster Cult sur le titre The Siege and Investiture of Baron von Frankenstein's Castle at Weisseria
- Radio Free Albemuth (1989) de Stuart Hamm
- Guitar Legends Festival (19-10-1991) avec Brian May, Steve Vai, Joe Walsh et Nuno Bettencourt à Séville durant l'Expo de 1991
- Hey Stoopid (1991) d'Alice Cooper
- Il remplace Ritchie Blackmore au sein du groupe Deep Purple de décembre 1993 jusqu'en juillet 1994.
- G3 Live In Concert (1996) avec Eric Johnson et Steve Vai
- G3 (1998) avec Patrick Rondat et Michael Schenker
- Birdland (2003) de The Yardbirds sur le titre Train Kept A-Rollin'
- G3 Rockin' In The Free World (2004) avec Steve Vai et Yngwie Malmsteen
- G3 Live In Tokyo (2005) avec Steve Vai et John Petrucci
- Gillan's Inn (2006) de Ian Gillan
- G3 Live In U.S.A (2007) avec Paul Gilbert et John Petrucci
- The Devil Knows My Name (2007) de John 5 (sur The Werewolf of Wisteria)
- Clean (2008) de Dave Martone (sur Nail Grinder)
- Chickenfoot (2009) avec Sammy Hagar, Michael Anthony et Chad Smith
- Bingo! (2010) de Steve Miller sur Rock Me Baby
- What Lies Beneath (2010) de Tarja Turunen sur le titre Falling Awake
- Just Outside of Normal (2010) album de Stuart Hamm, sur les titres The Obligatory Boogie et Windsor Mews
- Chickenfoot III (2011) avec Sammy Hagar, Michael Anthony et Chad Smith
- Closer to the Sun (solo de guitare) sur Falling Satellites (2016) de Frost*